# Pasites
Pasites (лат.) — род пчёл-кукушек из трибы Ammobatini семейства Apidae.

## Описание
Около 20 видов. Афротропика и Палеарктика. От Португалии и Марокко на западе ареала до Монголии и Японии на востоке.
В России 1 вид, в Индии — 2 вида. Клептопаразиты пчёл рода Nomia, Pseudapis и других, в гнёзда которых откладывают свои яйца. Как и другие пчёлы-кукушки не обладают приспособлениями для опыления и сбора пыльцы (нет корзиночек на ногах, модифицированных волосков на теле и т. д.). Жвалы острые, без зубчиков. Переднее крыло с 2 радиомедиальными ячейками. Усики и самок и самцов 12-члениковые.
- Pasites maculatus Jurine, 1807 typus
- Другие виды: P. appletoni — P. barkeri — P. bicolor — P. braunsi — P. carnifex — P. curiosus — P. dichrous — P. dimidiata — P. esakii — P. friesei — P. gnomus — P. histrio — P. humectus — P. jenseni — P. jonesi — P. maculatus — P. namibiensis — P. nilssoni — P. paulyi — P. rufipes — P. somalicus — P. tegularis